# Sam Elliott
Samuel Pack Elliott (Sacramento, 1944. augusztus 9. –) amerikai színész. 
Pályafutása során egy Oscar-, két Golden Globe-, két Primetime Emmy- és három Screen Actors Guild-jelölést szerzett, amelyből egyet díjra is váltott.

## Élete és pályafutása

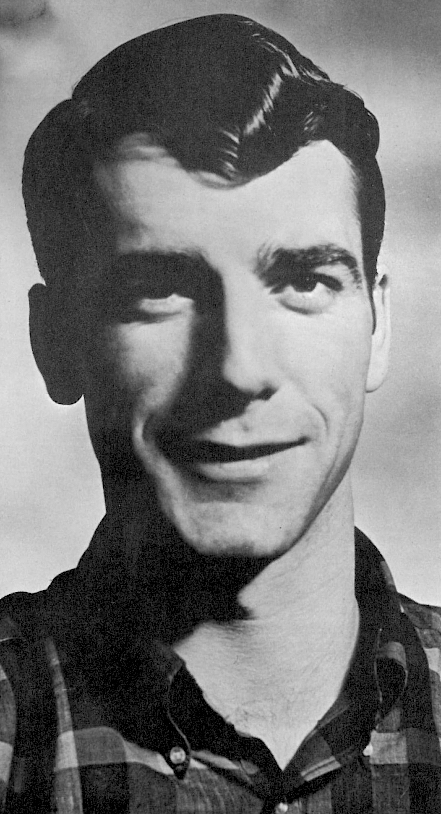
Elliott 1965-ös főiskolai évkönyvi fotója

Samuel Pack Elliott született, 1944. augusztus 9-én a kaliforniai Sacramentóban, Glynn Mamie (született Sparks) testnevelő és középiskolai tanár, valamint Henry Nelson Elliott fiaként, aki a Belügyminisztériumban dolgozott ragadozók ellen. Szülei a texasi El Pasóból származnak, és Elliottnak van egy őse, aki sebészként szolgált a San Jacinto-i csatában. Kaliforniából az oregoni Portlandbe költözött családjával, amikor 13 éves volt.
Elliott tizenéves korában Délkelet-Portlandben élt, és 1962-ben érettségizett a David Douglas Középiskolában. A középiskola elvégzése után az Oregoni Egyetem főiskolájára járt angol és pszichológia szakra két szemeszteren keresztül, mielőtt abbahagyta volna. Visszatért Portlandbe, és a közeli kanadai Vancouverben (Brit Columbia) a Clark College-ba járt, ahol elvégezte a kétéves programot, és megkapta Big Jule, az egyik főszereplő szerepét a Guys and Dolls színpadi produkcióban. A Vancouver Columbian újság azt javasolta, hogy Elliottnak hivatásos színésznek kellene lennie. Miután 1965-ben végzett a Clarkon, újra beiratkozott az Oregoni Egyetemre, és belépett a Sigma Alpha Epsilon testvériségbe. Tanulmányai befejezése előtt újra abbahagyta, miután apja szívrohamban meghalt.
Az 1960-as évek végén Elliott Los Angelesbe költözött, hogy színészi pályára lépjen, amiről apja lebeszélte, és inkább arra biztatta, hogy szerezzen egyetemi diplomát. "Azt a közmondásos mondatot mondta nekem, hogy 'Egy hógolyónyi esélyed sincs arra, hogy karriert csinálj (Hollywoodban)'" - emlékezett vissza Elliott. "Az apám realista volt. Keményen dolgozott. Olyan munkamorálja volt, amit én is követek, és minden nap hálát adok neki ezért." Elliott építőiparban dolgozott, miközben színészetet tanult, és a kaliforniai légi nemzeti gárda 146. légiszállító századában (a hollywoodi gárdában) szolgált a Van Nuys repülőtéren, mielőtt az egység a Channel Island-i Légi Nemzeti Őrállomásra költözött.

## Magánélete
Elliott 1984-ben vette feleségül Katharine Ross színésznőt. Ross 1969-ben játszott a Butch Cassidy és a Sundance kölyök című filmben, amelyben Elliottnak volt egy egészen kis szerepe (bár Ross-szal nem volt jelenete), viszont ők ketten csak 1978-ban találkoztak és kezdtek el újra randizni, amikor mindketten szerepeltek az Ördögi hagyaték című filmben. Van egy lányuk, Cleo Rose Elliott (1984. szeptember 17-én született), aki jelenleg zenész a kaliforniai Malibuban. Ross és Elliott egy tengerparti farmon élnek Malibuban, amelyet az 1970-es években vásároltak. Elliottnak van egy birtoka az oregoni Willamette-völgyben is. 2012-ben, édesanyja 96 éves korában bekövetkezett halála után gyermekkori otthonát is birtokba vette Portland északkeleti részén.

## Filmográfia

### Film
| Év   | Magyar cím                                         | Eredeti cím                                    | Szerep                                       | Magyar hang            |
| ---- | -------------------------------------------------- | ---------------------------------------------- | -------------------------------------------- | ---------------------- |
| 1967 | Távoli nyugat                                      | The Way West                                   | Missouri városlakó (stáblistán nem szerepel) |                        |
| 1969 | Butch Cassidy és a Sundance kölyök                 | Butch Cassidy and the Sundance Kid             | kártyajátékos                                | Sinkovits-Vitay András |
| 1970 |                                                    | The Games                                      | Richie Robinson                              |                        |
| 1972 | Békák                                              | Frogs                                          | Pickett Smith                                |                        |
| 1972 | A seriff felesége                                  | Molly and Lawless John                         | Johnny Lawler                                | Forgács Péter          |
| 1976 | A tengerparti őr                                   | Lifeguard                                      | Rick Carlson                                 |                        |
| 1978 | Ördögi hagyaték                                    | The Legacy                                     | Pete Danner                                  | Csernák János          |
| 1985 | Maszk                                              | Mask                                           | Gar                                          | Juhász Jácint          |
| 1987 | Végzetes szépség                                   | Fatal Beauty                                   | Mike Marshak                                 | Vass Gábor             |
| 1987 | Végzetes szépség                                   | Fatal Beauty                                   | Mike Marshak                                 | Rosta Sándor           |
| 1988 | Kivizsgálás                                        | Shakedown                                      | Richie Marks                                 |                        |
| 1989 | Országúti diszkó                                   | Road House                                     | Wade Garrett                                 | Gruber Hugó            |
| 1989 | Országúti diszkó                                   | Road House                                     | Wade Garrett                                 | Trokán Péter           |
| 1989 | Országúti diszkó                                   | Road House                                     | Wade Garrett                                 | Rosta Sándor           |
| 1989 | Táncos                                             | Prancer                                        | John Riggs                                   |                        |
| 1990 | Házinyúlra nem lövünk                              | Sibling Rivalry                                | Charles Turner Jr.                           | Tordy Géza             |
| 1990 | Házinyúlra nem lövünk                              | Sibling Rivalry                                | Charles Turner Jr.                           | Vass Gábor             |
| 1990 | Házinyúlra nem lövünk                              | Sibling Rivalry                                | Charles Turner Jr.                           | Bolla Róbert           |
| 1991 | The Doors                                          | The Doors                                      | Todd                                         |                        |
| 1991 | Drog                                               | Rush                                           | Larry Dodd                                   | Reviczky Gábor         |
| 1993 | Tombstone – A halott város                         | Tombstone                                      | Virgil Earp                                  | Barbinek Péter         |
| 1993 | Gettysburg                                         | Gettysburg                                     | John Buford                                  | Uri István             |
| 1994 | Fuss, szaladj, menekülj                            | The Desperate Trail                            | Bill Speakes                                 | Szélyes Imre           |
| 1995 | Az utolsó esély                                    | The Final Cut                                  | John Pierce                                  | Gáti Oszkár            |
| 1997 | Zsarucsapda                                        | Dog Watch                                      | Charlie Falon                                | Barbinek Péter         |
| 1998 | A nagy Lebowski                                    | The Big Lebowski                               | az Idegen                                    | Jakab Csaba            |
| 1998 | Hi-Lo Country                                      | The Hi-Lo Country                              | Jim Ed Love                                  |                        |
| 2000 | A manipulátor                                      | The Contender                                  | Kermit Newman                                | Szokolay Ottó          |
| 2002 | Katonák voltunk                                    | We Were Soldiers                               | Basil L. Plumley törzsőrmester               | Rajhona Ádám           |
| 2003 | Hulk                                               | Hulk                                           | Thaddeus Ross                                | Szélyes Imre           |
| 2003 |                                                    | Off the Map                                    | Charley Groden                               |                        |
| 2005 | Köszönjük, hogy rágyújtott!                        | Thank You for Smoking                          | Lorne Lutch                                  | Kristóf Tibor          |
| 2006 | Pata tanya: Baromi buli                            | Barnyard                                       | Ödön (hangja)                                | Kőszegi Ákos           |
| 2006 | Alibi – Ha hiszed, ha nem                          | The Alibi                                      | Mormon                                       |                        |
| 2006 | Véres gyémánt                                      | Blood Diamond                                  | Dave                                         |                        |
| 2007 | A szellemlovas                                     | Ghost Rider                                    | Gondviselő / Carter Slade / Phantom Rider    | Kristóf Tibor          |
| 2007 | Az arany iránytű                                   | The Golden Compass                             | Lee Scoresby                                 | Szersén Gyula          |
| 2009 | Hova lettek Morganék?                              | Did You Hear About the Morgans?                | Clay Wheeler                                 | Szélyes Imre           |
| 2009 | Egek ura                                           | Up in the Air                                  | Maynard Finch                                | Szélyes Imre           |
| 2010 | Marmaduke – A kutyakomédia                         | Marmaduke                                      | Chupadogra (hangja)                          | Ujlaki Dénes           |
| 2010 | Brilliáns meló                                     | The Big Bang                                   | Simon Kestral                                | Vass Gábor             |
| 2012 | A hallgatás szabálya                               | The Company You Keep                           | Mac McLeod                                   | Vass Gábor             |
| 2014 | Újoncok napja                                      | Draft Day                                      | Moore edző                                   | Áron László            |
| 2015 | Álmomban találkozunk                               | I'll See You in My Dreams                      | Bill                                         | Vass Gábor             |
| 2015 | Nagyi                                              | Grandma                                        | Karl                                         | Papp János             |
| 2015 | Dínó tesó                                          | The Good Dinosaur                              | Butch (hangja)                               | Vass Gábor             |
| 2017 | Rock csont                                         | Rock Dog                                       | Fleetwood Yak (hangja)                       | Papp János             |
| 2017 |                                                    | The Hero                                       | Lee Hayden                                   |                        |
| 2018 | Az ember, aki megölte Hitlert és aztán a Nagylábút | The Man Who Killed Hitler and Then the Bigfoot | Calvin Barr                                  |                        |
| 2018 | Csillag születik                                   | A Star Is Born                                 | Bobby Maine                                  | Borbiczki Ferenc       |
| 2019 | Susi és Tekergő                                    | Lady and the Tramp                             | Tappancs (hangja)                            | Bognár Tamás           |

### Televízió

#### Tévéfilm
| Év   | Magyar cím                           | Eredeti cím                                | Szerep                        | Magyar hang   |
| ---- | ------------------------------------ | ------------------------------------------ | ----------------------------- | ------------- |
| 1970 |                                      | The Challenge                              | Bryant                        |               |
| 1971 |                                      | Assault on the Wayne                       | Bill Sandover zászlós         |               |
| 1973 |                                      | The Blue Knight                            | Charlie Bronski nyomozó       |               |
| 1974 |                                      | Evel Knievel                               | Evel Knievel                  |               |
| 1975 |                                      | I Will Fight No More Forever               | Wood százados                 |               |
| 1981 |                                      | Murder in Texas                            | Dr. John Hill                 |               |
| 1982 | Az árnyéklovasok                     | The Shadow Riders                          | Dal Traven                    |               |
| 1984 |                                      | Travis McGee                               | Travis McGee                  |               |
| 1986 | A kék villám                         | The Blue Lightning                         | Harry Wingate                 | Gáti Oszkár   |
| 1986 | Texas államalapítója                 | Gone to Texas                              | Sam Houston                   |               |
| 1987 | Lőj, vagy meghalsz!                  | The Quick and the Dead                     | Con Vallian                   |               |
| 1991 | Conagher                             | Conagher                                   | Conn Conagher                 | Szélyes Imre  |
| 1993 | Árnyék a napon                       | Fugitive Nights: Danger in the Desert      | Lyn Cutter                    |               |
| 1995 | Az élet sűrűjében                    | The Ranger, the Cook and a Hole in the Sky | Bill Bell                     |               |
| 1995 |                                      | Blue River                                 | Henry Howland                 |               |
| 1996 |                                      | Woman Undone                               | Ross Bishop                   |               |
| 1999 | Tudod a nevem                        | You Know My Name                           | Bill Tilghman                 |               |
| 2000 | Bombabiztos                          | Fail Safe                                  | Raskob kongresszusi képviselő | Szokolay Ottó |
| 2006 | A bosszúálló (Bosszúálló kerestetik) | Avenger                                    | Calvin Dexter                 | Vass Gábor    |
| 2010 |                                      | November Christmas                         | Jesse 'Jess' Sanford          |               |

## Fordítás
- Ez a szócikk részben vagy egészben  a   Sam Elliott című angol Wikipédia-szócikk fordításán alapul.  Az eredeti cikk szerkesztőit annak laptörténete sorolja fel. Ez a jelzés csupán a megfogalmazás eredetét és a szerzői jogokat jelzi, nem szolgál a cikkben szereplő információk forrásmegjelöléseként.
- Ez a szócikk részben vagy egészben  a   Sam Elliott filmography című angol Wikipédia-szócikk fordításán alapul.  Az eredeti cikk szerkesztőit annak laptörténete sorolja fel. Ez a jelzés csupán a megfogalmazás eredetét és a szerzői jogokat jelzi, nem szolgál a cikkben szereplő információk forrásmegjelöléseként.